# Ein Herz kehrt heim
Ein Herz kehrt heim ist ein deutscher Spielfilm von Eugen York aus dem Jahr 1956 mit Willy Birgel, Maria Holst und Maximilian Schell in den Hauptrollen. Das Drehbuch verfasste Kurt E. Walter. In der Bundesrepublik Deutschland kam der Streifen das erste Mal am 26. Oktober 1956 in die Kinos.

## Handlung
Eigentlich hätte es für den berühmten Dirigenten Robert Lennart das letzte Konzert in seiner alten deutschen Heimat sein sollen, aber während einer Zwischenlandung ändert er seine Pläne und reist weiter nach Neuburg, die Stadt, in der seine musikalische Laufbahn einst begann. Hier war es auch, wo er sich vor mehr als 20 Jahren zum ersten Mal verliebte. Die Bindung erlosch jedoch, als er seinen beruflichen Erfolg in der Fremde suchte.
Der Fabrikant Martin Thomas macht Lennart mit den Honoratioren der Stadt bekannt. Als Lennart der Gattin des Fabrikanten vorgestellt wird, erkennt er in ihr seine erste große Liebe wieder. Martin Thomas ist Schirmherr der „Neuenburger Musikwoche“. Deshalb bittet er den Dirigenten, eines der Konzerte zu leiten. Lennart sagt zu. Bei der Probe lernt er Wolfgang, den Sohn des Ehepaars Thomas, kennen. Wolfgang hat sich in den Kopf gesetzt, Musiker zu werden. Sein Vater aber will dies um jeden Preis verhindern. Er besteht darauf, dass sein Sohn seine Interessen ganz der Firma widmet. Auch Wolfgangs Verbindung zu der Tänzerin Sylvia ist ihm ein Dorn im Auge.
Zu Sylvias Freundeskreis zählt auch Besselmann, ein junger Komponist von Kabarett-Liedern, der von allen nur „Muffel“ genannt wird. Seine bevorzugte Sängerin ist Maxie Mell. Eines Tages begleitet Lennart Wolfgang zu einer Vorstellung. Als sich dieser ans Klavier setzt und mit Begeisterung zu spielen beginnt, wird Lennart bewusst, dass Wolfgang sein Sohn ist. Ohne sich als Vater erkennen zu geben, lädt er den jungen Mann zu sich nach Amerika ein und verspricht, seine künstlerische Laufbahn nach Kräften zu fördern.
Nachdem Martin und Irene Thomas Lennarts Absicht erfahren haben, ahnen sie den wahren Grund. Irene sucht daraufhin eine Aussprache mit ihrem Jugendfreund. Unfreiwillig wird Wolfgang Zeuge der Unterredung. Der weiß jetzt, weshalb sich Lennart so für ihn einsetzen wollte, und fühlt sich von ihm hintergangen. Er wird Lennart nicht begleiten. Andererseits akzeptiert Martin Thomas, dass Wolfgang seinen Lebensweg in eigener Verantwortung bestimmt. 

## Produktionsnotizen
Die Musik komponierte Wolfgang Zeller. Gespielt wurde sie vom Deutschen Filmorchester Eberhard Soblick unter der Leitung von Willy Mattes. Shura Cherkassky ist als Solist in einem Tschaikowsky-Konzert zu sehen. Erna Sander steuerte die Kostüme bei. Die Bauten stammen von Herbert Kirchhoff und Albrecht Becker.

## Kritik
„Umständlich und wirklichkeitsfern konstruierter Gesellschaftsfilm.“

„Symphoniekonzerte und Fabriksirenen, Künstlers Ruhm und Lebensschuld, Vater-Sohn -Konflikt und treue sowie ungetreue Jugendliebe - alles wurde hier den Maßen des Hauptdarstellers Willy Birgel angepaßt, das heißt: in einen aalglatten Gesellschafts-Film gepreßt. Der junge, intelligente und vorsätzlich unelegante Heinz Reincke ist so weit am Rande placiert, daß es zu keinem Kontrast-Effekt reicht.“

## Quelle
- Programm zum Film, erschienen im Verlag Das neue Film-Programm GmbH, Mannheim, ohne Nummernangabe